# Schlosspark (Wolfsburg)

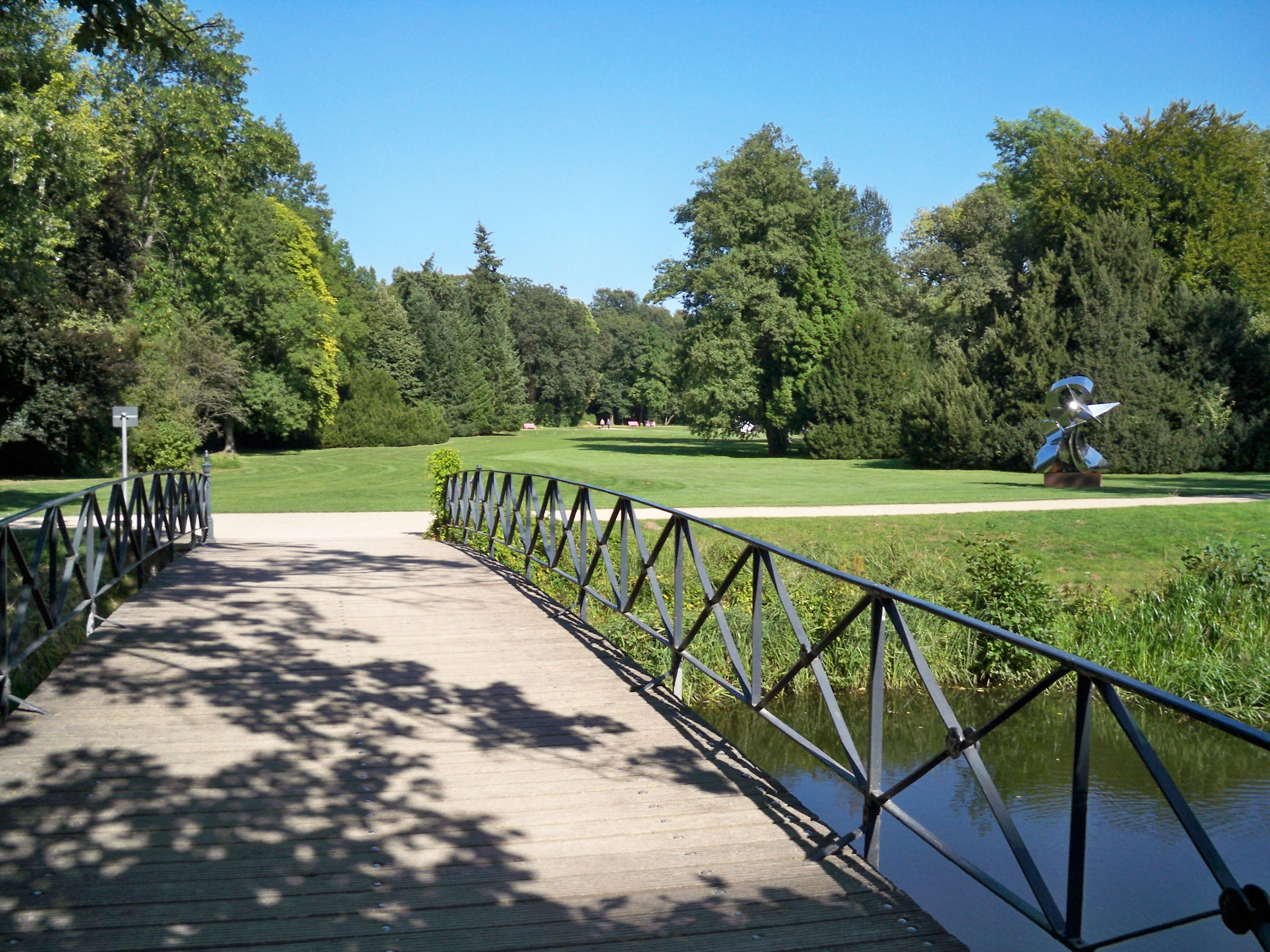
Schlosspark mit Brücke über den Allerarm

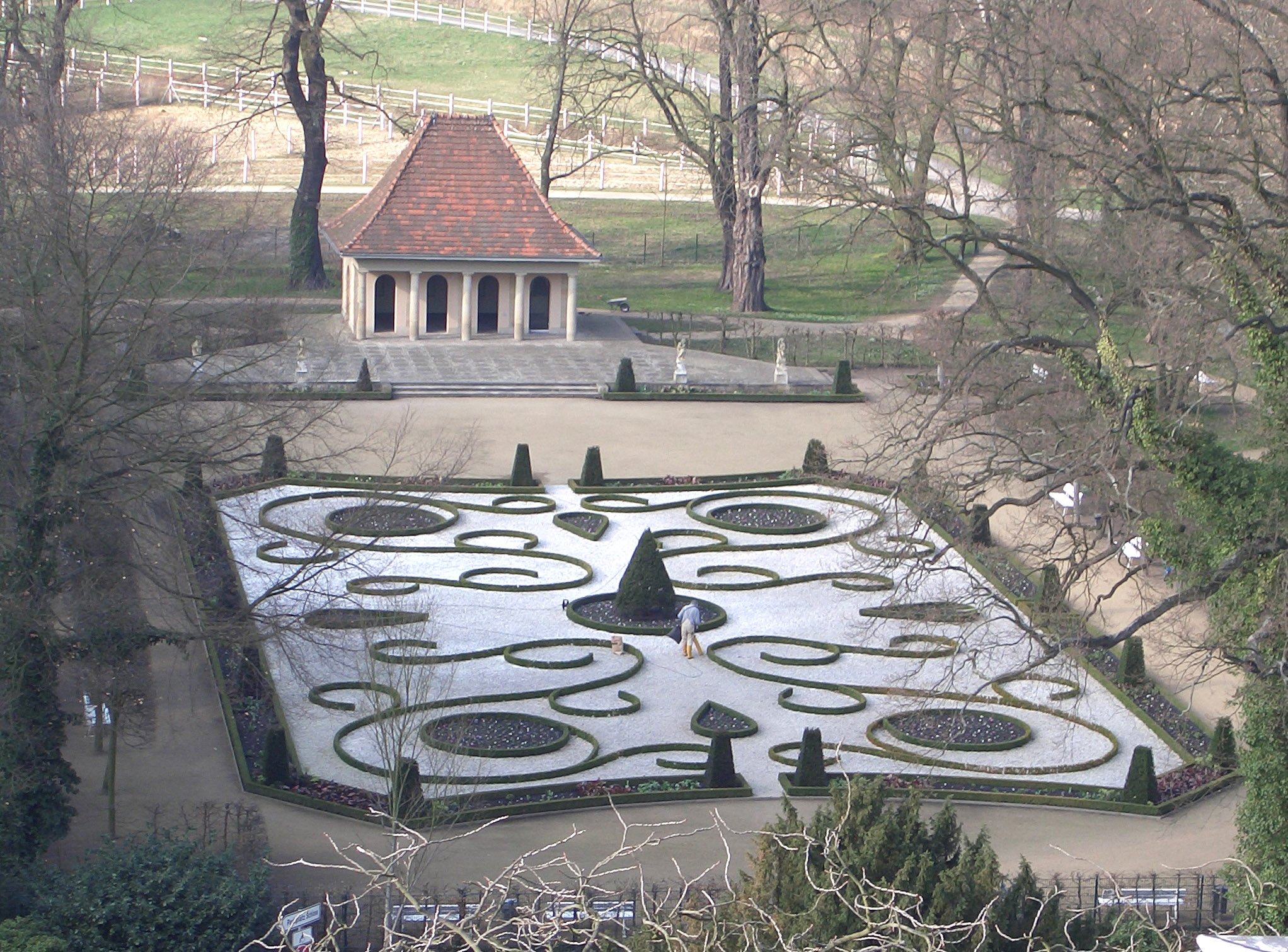
Der Barockgarten mit dem Pavillon im Winter

Der Schlosspark ist eine Parkanlage am Schloss Wolfsburg in der niedersächsischen Stadt Wolfsburg.

## Geographie und Ausstattung
Der Park besteht aus dem rund 26 Hektar großen eigentlichen Schlosspark rund um das Schloss sowie dem kleinen Barockgarten nördlich des Schlosses. Das Gelände ist Teil des Aller-Urstromtals, die Aller bildet im Südwesten die Grenze des Geländes; im Ostteil des Parks bildet die Oebisfelder Straße (B 188) die Südgrenze. Im Norden grenzt der Park an die Schloßstraße. Ein Allerarm führt ostwärts am Schloss vorbei durch den Park, der als englischer Landschaftsgarten gestaltet ist. Das Gelände ist als Landschaftsschutzgebiet ausgewiesen.
Der Baumbestand umfasst zahlreiche alte Laubbäume. Nahe der Aller liegen Feuchtwiesen. Das Zentrum wird durch einen großen Rasen gebildet. Im Schlosspark befinden sich zahlreiche Plastiken, von denen mehrere in den 1990er Jahren von Künstlern im Schloss angefertigt wurden. Östlich des Barockgartens liegt der Skulpturenpark. Seit dem 20. August 2013 ist dort die Plastik Ode an die Vergesslichkeit von Bernhard Martin zu sehen, die zu einem Irrgarten für Kinder ausgebaut werden soll. Im Park stehen zahlreiche rosa gestrichene Sitzbänke. Im Skulpturenpark werden drei Arbeiten von Thomas Kiesewetter gezeigt.

## Geschichte

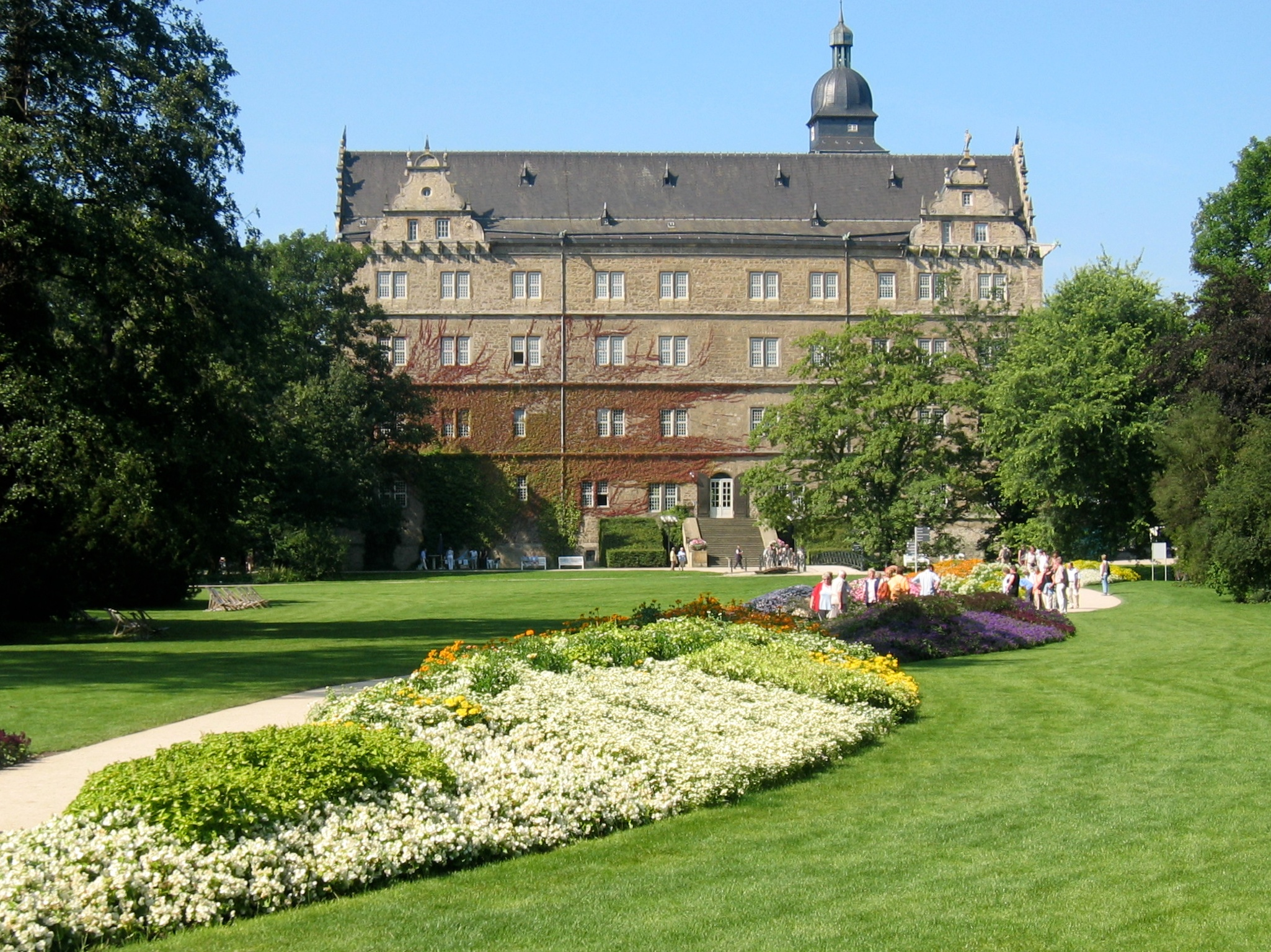
Landesgartenschau 2004 im Schlosspark Wolfsburg

Der südlich des Schlosses gelegene Teil entstand Ende des 17. Jahrhunderts im Zuge der Umgestaltung der vormaligen „Wolfsburg“ zu einem repräsentativen Schloss. Anfang des 18. Jahrhunderts wurde der barocke Lustgarten angelegt. 1709 wurde er erstmals erwähnt; 1723 erfolgte der Bau eines zweigeschossigen Lusthauses, an dessen Stelle 1912 ein bis heute bestehender Pavillon errichtet wurde. Architekt war der Fallersleber Wilhelm Hillendahl. Der Landschaftspark östlich des Schlosses entstand im 19. Jahrhundert.
Von 1948 bis 1954 befand sich im Pavillon des Barockgartens das „Schloßpark-Restaurant und Café“, vor dem sonntags Tanzvergnügungen stattfanden. 2000 wurde der Barockgarten restauriert. 2004 fand im Parkgelände und südlich davon die Landesgartenschau statt. Dabei wurde das Parkgelände bis an die heutige Grenze nach Süden erweitert. Es entstanden drei kreisförmige Gärten mit Edelstahlelementen, die nach der Landesgartenschau erhalten blieben.

## Regelmäßige Veranstaltungen
- Frühlingszauber, im Frühling
- GartenRomantik, im Sommer